# Pronostic (médecine)
Pour les articles homonymes, voir Pronostic.
En médecine, le pronostic (du grec ancien πρόγνωσις, grec moderne πρόγνωση - littéralement savoir d'avance, prévoir) est la prédiction d'un médecin concernant le développement futur de l'état de son patient, et les chances éventuelles de guérison.  Depuis le XXe siècle, le mot est de plus en plus utilisé dans des contextes non-médicaux.
Il ne faut pas confondre le « pronostic » (nom) avec « pronostique » (adjectif), utilisé, par exemple, dans « la valeur pronostique d'un examen ».

## Historique
Hippocrate définit le pronostic, ou plus exactement la prognose selon son appellation originelle, dans le tome III de son traité, Pronostic, en s'attachant aux maladies aigües. Le pronostic englobe trois phases temporelles, passé présent et futur, et comporte donc le diagnostic. En l'absence de connaissances sur l'anatomie et la physiologie, il considère la maladie comme un objet autonome, indépendante de l'organe qu'elle affecte et des formes qu'elle revêt, et ayant sa propre vie. Il s'appuie sur l'étude des signes dans leur généralité,.

## Méthodologie
Les deux facteurs principaux appuyant le pronostic sont l'évolution naturelle de la maladie et les facteurs prédictifs. 
On distingue le pronostic général, avec ou sans traitement, et le pronostic spécifique s'appliquant à un patient donné, en fonction des facteurs prédictifs qui lui sont applicables.